# برنامه‌ریزی و کنترل پروژه‌ها در سیستم BIM
مدیر پروژه برای تحویل موفق یک پروژه ساخت و ساز از ابزارهای گوناگونی جهت سهولت در اعمال مدیریت و کنترل پروژه استفاده می‌کند، مدل‌سازی اطلاعات ساختمان BIM با به تصویر کشیدن سه بعدی طراحی‌های پروژه، کنترل تداخلات آن‌ها و ارائه یک تصویر اجرایی از برنامه زمانبندی و همچنین تخمین و برآورد دقیق هزینه‌ها می‌تواند ابزاری کارآمد برای مدیران پروژه در جهت کنترل پروژه و همچنین افزایش بهره‌وری و کاهش تلفات باشد.
مدلسازی‌های پیش از ساخت، در صنایعی از قبیل هوافضا، تولید قطعات و تجهیزات، خودرو و بسیاری صنایع دیگر، از چندین دهه گذشته آغاز شد، برای مثال شرکت بویینگ پیش از ساخت مدل بویینگ ۷۷۷ برای تولید مدل مجازی و دیجیتال این هواپیما نزدیک به یک میلیارد دلار هزینه کرد و به این ترتیب رویه ساخت و عملکرد آن را تسهیل نمود.
اما صنعت ساختمان بنا به دلایل فراوانی تا پیش از آغاز هزاره سوم از این روش جا مانده بود که شاید یکی از مهم‌ترین دلایل آن پروژه محور بودن این صنعت بوده‌است، به این مفهوم که هیچ دو پروژه‌ای مشابه هم نیست و هزینه زیاد برای تدوین مدل دیجیتال جامع یک پروژه شاید ظاهراً به صرفه نباشد.
ثابت ماندن نرخ بهره‌وری و حتی کمتر شدن آن در چندین دهه گذشته (حتی در کشورهای توسعه یافته) خود پیامدی از این عقب افتادگی در صنعت ساخت می‌باشد. مدلسازی اطلاعات ساختمان در حقیقت گام نخست به سمت ایده‌های ساخت و ساز ناب (Lean Construction)، پیش ساخته سازی و اتوماسیون هرچه بیشتر در این صنعت می‌باشد. این اتوماسیون در سال‌های اخیر بحث روز صنعت ساخت می‌باشد که برای مثال می‌توان به تلاش‌های صورت گرفته برای اتوماتیک کردن تاور کرین‌ها اشاره کرد.
ایده مدلسازی اطلاعات ساختمان در دهه ۱۹۷۰ توسط Eastman برای اولین بار مطرح گردید اما با پیشرفتهای تکنولوژیکی و نرم‌افزاری از سال ۲۰۰۳ به تدریج مورد اقبال عمومی قرار گرفت و هم‌اکنون در برخی کشورها مانند انگلستان این موضوع نه به عنوان یک انتخاب بلکه به عنوان یک اجبار توسط دولت پیگیری می‌شود. به عنوان یکی از نتایج حاصل شده در بحث کاهش هزینه‌ها، تخمین زده شده‌است که دولت بریتانیا تاکنون ۸۴۰ میلیون پوند از این طریق در هزینه‌های خود صرفه جویی کرده‌است، حال آنکه پیش از پیاده‌سازی این استراتژی نیز سیستم مدیریت پروژه در کشور انگلیس از بلوغ و تعالی به مراتب بیشتری از کشورهای در حال توسعه برخوردار بوده‌است. اخیراً نیز این کشور برنامه اجباری نمودن ارتقای سطح بلوغ به سطح سوم را در دستور کار خود قرار داده‌است.
مدلسازی اطلاعات ساختمان،BIM، ملزومات فرایندی و تکنولوژیکی فراوانی را برای اجرای صحیح و اثربخش دارد. این ملزومات در فازهای مختلف پروژه یعنی فاز مفهومی، طراحی، ساخت و بهره‌برداری شامل موارد بسیاری است که یکی از جذابترین و کاربردی‌ترین آن‌ها شبیه‌سازی فرایند ساخت یا به عبارتی برنامه‌ریزی پنج بعدی، شش بعدی یا هفت بعدی پروژه می‌باشد.
با تکمیل مدل اطلاعاتی ساختمان در نرم‌افزارهای مربوطه و تلفیق مدل‌های تخصص‌های مختلف، در نهایت نمونه‌ای مجازی(Virtual Prototype) از ساختمان ایجاد می‌شود که حاوی تمامی المان‌های سازه نهایی می‌باشد. تا این مرحله هر المان تا چهار بعد با خود دارد: سه بعد هندسی و یک بعد اطلاعات. اما در ادامه با استفاده از نرم‌افزارهای مناسب، برنامه زمانبندی به این مدل لینک می‌شود به نحوی که در نهایت هر المان علاوه بر چهار بعد اشاره شده دو بعد دیگر نیز خواهد داشت: زمان و هزینه. در این حالت با انتخاب هر المان، برای مثال یک دیوار در یک اتاق از یک طبقه، می‌توان مشاهده کرد که این دیوار در چه زمانی، با چه هزینه‌ای و با چه مصالحی اجرا خواهد شد. ذکر این نکته ضروری است که به منظور هرچه مؤثرتر شدن فرایند شبیه‌سازی، المان‌های موقت از قبیل تجهیزات، داربستها، سکوها، دپوها و تمامی مواردی از این قبیل نیز باید در مدل لحاظ شود تا بتوان به کاربری مورد نظر دست یافت.
در ادامه با پویا نمایی مراحل ساخت، انیمیشنی کاربردی از چگونگی تکمیل ساختمان ایجاد خواهد شد. این پویانمایی به هیچ وجه فلسفه‌ای نمایشی و صرفاً گرافیکی نداشته، بلکه کاربردهای فراوانی برای آن وجود دارد که شامل پیدا کردن ناهماهنگی‌ها، تسهیل ایجاد توالی فعالیت‌ها، قابلیت کنترل بهتر، به حداقل رساندن خطاها، جانمایی تجهیزاتی از قبیل تاور کرین و محل دپوی مصالح، بررسی و استقرار مؤثر تدابیر HSE و دیگر مواردی از این قبیل. نمونه‌ای از ویدئوی مربوط به این روش در پیوندهای این مقاله ارائه شده‌است که تکمیل ساختمانی در انگلیس را به نمایش می‌کشد. همانگونه که در ویدئو مشاهده می‌شود، در کنار وضعیت فیزیکی ساختمان در زمان‌های مختلف، گانت پیشرفت زمانی و نمودار هزینه نیز مشاهده می‌شود.
از دیگر کاربردهای این روش، گزارش دهی آسان و به اشتراک گذاری وضعیت پروژه با عوامل و ذی نفعان طرح، در زمان‌های مختلف است که از طرق سنتی قابل انجام نمی‌باشد.
با توجه به اهمیت مدلسازی اطلاعات ساختمان، موضوع برنامه‌ریزی و کنترل چندین بعدی پروژه‌ها از اهمیت به سزایی برخوردار شده‌است که به عنوان یکی از لوازم پیاده‌سازی BIM در مراحل بلوغ بالاتر مطرح گردیده‌است، چنان‌که مطابق استاندارد BIM انگلستان، یکی از لوازم سطح دوم و سوم بلوغ، برنامه‌ریزی چندین بعدی پروژه و شبیه‌سازی مراحل ساخت ساختمان می‌باشد. مدل‌سازی اطلاعات ساختمان در مدیریت پروژه انتقال اطلاعات را تغییر می‌دهد، به عنوان یک مثال در مدیریت اسناد با به‌کارگیری تکنولوژی اطلاعات؛ تعداد زیادی از اسناد الکترونیک در پروژه در محیط BIM. وبا سیستم یکپارچه مؤثر می‌تواند به تمام عناصر مربوطه ارسال شود و در دسترس آن‌ها قرارگیرد. به این ترتیب فرآیندهای مربوط به مدیریت اسناد مانند؛ پرس و جو، به روز رسانی، مدیریت نسخه‌ها برپایهBIM انجام می‌شود. یک تفاوت اساسی بین مدیریت فرایند یا یک روش خاص و استفاده از BIM به خصوص در مسائل پیچیده‌تر وجود دارد مانند؛ مدیریت زنجیره تأمین، هماهنگی پیمانکار و پیمانکاران جزء، فرآیندهای حقوقی و تعهدات و قراردادهای پروژه که BIM فقط یک تغییر تکنولوژیک نیست بلکه آن تغییر در روش‌ها و مفاهیم را ایجاد می‌کند.